# Ambasador dobrej woli UNESCO
Ambasadorzy dobrej woli UNESCO – znane osobistości, które wykorzystują swój talent lub sławę, by szerzyć ideały UNESCO.
Poniżej znajduje się lista ambasadorów dobrej woli UNESCO wraz z projektami, które wspierają:
- Antonio Abreu – pokój przez muzykę
- Alicia Alonso – promocja baletu
- Patrick Baudry – edukacja młodzieży
- Pierre Bergé – sprawy HIV, AIDS dziedzictwo kulturowe
- Grace Bumbry – projekt UNESCO "Road of slavery" ("Niewolniczy szlak")
- Montserrat Caballé – zbieranie środków finansowych dla dzieci w niedoli i ofiar wojen
- Pierre Cardin – wyżywienie i rolnictwo
- Claudia Cardinale – promowanie praw kobiet, szczególnie w basenie Morza Śródziemnego
- Marin Constantin – dziedzictwo muzyczne i światowe
- Catherine Deneuve – ochrona dziedzictwa filmowego i kulturowego
- Cheick Modibo Diarra – promocja edukacji, szczególnie nauk ścisłych; wspomaganie rozwoju w Afryce
- Miguel Angel Estrella – promocja wartości kulturowych, pokojowych oraz tolerancji przez muzykę
- Vigdís Finnbogadóttir – promocja różnorodności językowej; prawa kobiet i edukacja
- Księżniczka Firyal – akcje humanitarne; uchodźcy; dziedzictwo światowe; edukacja dzieci ulicy; zapobieganie HIV/AIDS; prawa kobiet, szczególnie Arabek
- Ivry Gitlis – wspomaganie edukacji i kultury pokoju oraz tolerancji
- Bahijja al-Hariri – zachowanie dziedzictwa światowego; edukacja; kultura; środowisko; prawa kobiet i rozwój świata arabskiego
- Ikuo Hirayama – ochrona światowego dziedzictwa kultury przez ratowanie miejsc zagrożonych
- Jean Michel Jarre – młodzież i tolerancja; obrona dziedzictwa światowego i środowisko
- Nasser David Khalili – kultura pokoju
- Omer Zülfü Livaneli – pokój i tolerancja przez muzykę i promocja praw człowieka
- wielka księżna Luksemburga Maria Teresa – główny obszar zainteresowań: edukacja; prawa kobiet; mikroekonomia i kampania przeciw ubóstwu.
- Lily Marinho – promocja kultury pokoju, ubóstwo
- Rigoberta Menchú Tum – promocja kultury pokoju; ochrona praw autochtonów
- Lalla Meryem (Maroko) – ochrona dzieciństwa i praw kobiet
- Kitín Muñoz – ochrona i promocja rdzennych kultur i środowiska
- Ute-Henriette Ohoven – (specjalny ambasador UNESCO dla edukacji dzieci w potrzebie) – edukacja, program UNESCO dot. dzieci w potrzebie
- Edson Arantes do Nascimento (Pelé) – promocja sportu jako środka łagodzącego ubóstwo i używanie narkotyków
- Phan Thị Kim Phúc – dzieci i niewinne ofiary wojen
- Renzo Piano – ochrona i rehabilitacja dziedzictwa światowego Protection and Rehabilitation of World Heritage
- Susana Rinaldi – dzieci ulicy; kultura pokoju
- Mstisław Rostropowicz – edukacja artystyczna; humanitaryzm; dziedzictwo kulturowe
- Szejk Ghassan I. Shaker – zbieranie środków pieniężnych; dzieci i kobiety w potrzebie; ofiary wojen; edukacja; mikroekonomia
- Madanjeet Singh – wsparcie dla rozwoju przez komunikację i informację w Azji Południowej przez mikrokredyty; komunikacja i informacja
- Wole Soyinka – prawa człowieka; wolność słowa; kultura Afryki
- Zurab Tsereteli – projekty kulturalne i artystyczne
- Giancarlo Elia Valori – ochrona dziedzictwa niematerialnego
- Marianna Vardinoyannis – ochrona dzieciństwa i lansowanie idei olimpiad kultura; pomoc humanitarna ofiarom wojen
- Julio Werthein – edukacja; kultura; środowisko